# اشباخ ۳۴۲
اشباخ ۳۴۲ (به انگلیسی: XtremeAir_Sbach_342) یک هواگرد ملخ‌پیشین تک‌موتوره از نوع آکروجت ساخت شرکت XtremeAir GmbH است. در مجموع، تعداد ۴۴+ فروند از این هواگرد ساخته شده‌است.